# Carl Philipp Ludwig Oeltzen
Carl Philipp Ludwig Oeltzen (oder Karl Philipp Ludwig Oeltzen; geboren am 24. März 1792 in Hannover; gestorben am 7. Dezember 1871 ebenda) war ein deutscher Rechtsanwalt, Notar, Richter, Stadtsyndikus sowie Freimaurer.

## Leben
Carl Philipp Ludwig Oeltzen wurde am Ende des 18. Jahrhunderts an unbekanntem Ort geboren. 1815 wurde er Auditor, 1818 Stadtsekretär. Im selben Jahr wurde er in der Stadt Barth im damaligen Pommern bereits im Alter von 26 Jahren in die dortige Freimaurerloge Zum Anker aufgenommen.  1822 wurde Oeltzen zum städtischen Richter berufen. Von 1831 bis 1836 übte er zudem in seiner Loge die Funktion eines zugeordneten Meisters vom Stuhl aus.
Nachdem Oeltzen in die Residenzstadt des Königreichs Hannover umgezogen war, war der Rechtsanwalt und Notar dort von 1844 bis 1865 Stadtsyndikus von Hannover. Ferner übte er die Funktion eines Großaufsehers der Großloge von Hannover aus.
Nach dem Tod des am 17. Dezember 1853 gestorbenen Stadtdirektors Carl Friedrich Wilhelm Evers „dirigierte C. Ph. Ludw. Oeltzen (früher Stadtrichter) die Stadt und leitete 1854 die Neuwahl des Stadtdirektors“.
1865 schuf der Hofgoldschmied und Hofjuwelier Georg Friedrich Wilhelm Knauer für Oeltzen, der später in den Besitz des Historischen Museums Hannover gelangte.

## Ehrungen
Nach dem Stadtsyndikus und Freimaurer wurde die von der Brühlstraße zur Straße Andertensche Wiese führende, 1881 angelegte Oeltzenstraße im hannoverschen Stadtteil Calenberger Neustadt benannt.

## Archivalien
- Eine Porträt-Fotografie findet sich im Historischen Museum Hannover.[1]
- Weitere Archivalien können über die Zentrale Datenbank Nachlässe des deutschen Bundesarchivs erschlossen werden.[4]